# Bachmačský rajón
Bachmačský rajón (ukrajinsky Бахмацький район) byl rajón v Černihivské oblasti na Ukrajině. Hlavním městem byl Bachmač a rajón měl přibližně 43 tisíc obyvatel. 

## Sídla v rajónu
- Baturyn
- Bachmač
- Dmytrivka